# Castillo de Beaufort
El castillo de Beaufort, llamado en árabe  Qal'at al-Shaqif (en árabe: قلعة الشقيف‎, romanizado: Qalʾāt al-Shaqīf) o Shaqif Arnun, es una fortaleza de los cruzados en la  gobernación de Nabatiye, en el sur del Líbano, a casi 1 kilómetro (0,62 millas) al sureste de la localidad de Arnún y a 8 kilómetros de Nabatiye.
Había una fortificación en el sitio antes de que fuese capturado por Fulco, el rey de Jerusalén, en 1139 y la construcción del castillo de los Cruzados probablemente comenzó poco después. Saladino capturó Beaufort en 1190, y 60 años después volvió a control cruzado. En 1268 el sultán Baibars capturó el castillo.
El castillo fue nombrado "bel fort" o "beau fort" (en francés "fortaleza hermosa") por los cruzados que ocuparon el castillo en el siglo XII.
Goza de especial protección por la Ley de Antigüedades de Líbano de 1933 y un decreto específico protege su entorno impidiendo que se levanten construcciones. Junto a otros tres castillos libaneses, está inscrito en la Lista Indicativa de Líbano del Patrimonio de la Humanidad de la Unesco desde 2019.